# Sonnhild Kestler
Sonnhild Kestler, née en 1963 en Allemagne et ayant grandi à Zurich en Suisse, est une designer textile suisse. Elle reçoit le Grand Prix suisse du design en 2010 pour l'ensemble de son œuvre. Son travail est exposé au Musée du design de Zurich en 2011. Utilisant la méthode de l'impression en bloc, Kestler crée des textiles complexes en séries limitées.

### Carrière
Après l'obtention de son diplôme, Sonnhild Kestler ouvre un magasin de mode avec le designer Matthias Georg, où elle vend ses premières créations. Peu après, elle fait connaissance avec les propriétaires de Thema Selection, un magasin fondé en 1972 par un groupe d'amis de Zurich.
En 1988, elle ouvre sa propre boutique Thema Selection, incluant un atelier de sérigraphie au deuxième étage d'une ancienne usine de tissage dans la zone industrielle de Höngg,. Elle produit sous le label S.K. Hand-Druck, des tissus sérigraphiés à la main pour la maison et les accessoires de mode. Ses créations s'inspirent de l'Europe orientale, des cultes religieux d'Asie du Sud et des livres pour enfants. Elle privilégie les méthodes manuelles, comme l'usage d'un miroir pour les effets de répétition, évitant ainsi les logiciels informatiques.
En 2008, Sonnhild Kestler crée sa première collection pour Maharam. Elle s'inspire des motifs traditionnels de l'artisanat et du folklore européen. Puis son inspiration va se tourner vers l'Inde, où elle se rend maintenant au moins une fois par an.

## Prix
En 2010, Sonnhild Kestler reçoit le Grand Prix Design, doté de 40'000 CHF. Depuis 2007, l'Office fédéral de la culture décerne ce prix pour récompenser des designers ou des studios de design suisses qui contribuent de manière significative à la renommée du design suisse sur les plans national et international.